# 留尼旺島癒齒鯛
留尼旺島癒齒鯛為輻鰭魚綱鱸形目鱸亞目癒齒鯛科的一種，為熱帶海水魚，分布於西印度洋留尼旺島海域，深度240-275公尺，體長可達9.9公分，棲息底中層水域，生活習性不明。

## 擴展閱讀
維基物種上的相關：留尼旺島癒齒鯛